# 弗坦

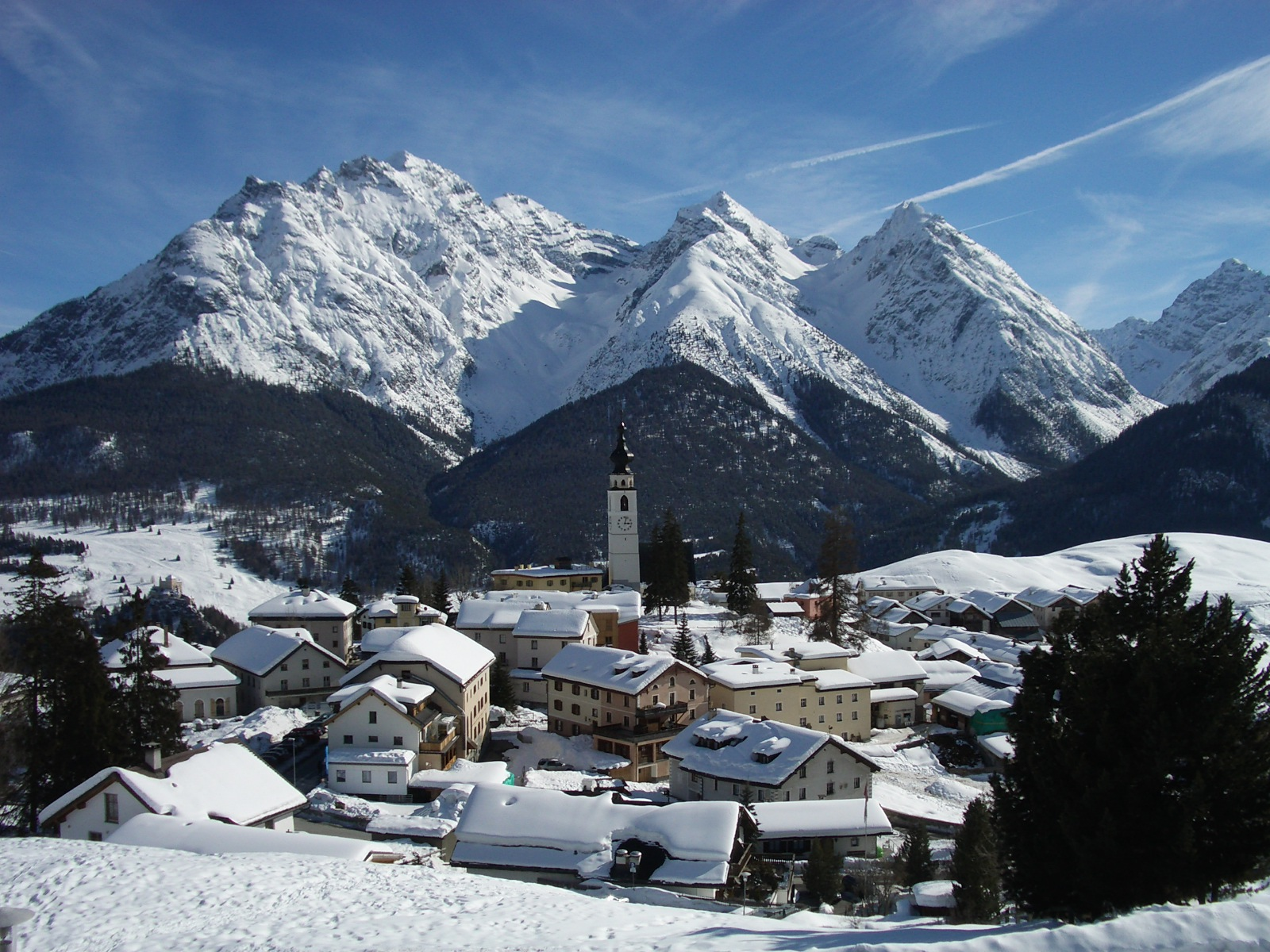

弗坦是瑞士的城鎮，位於該國東部，由格勞賓登州負責管轄，面積43.11平方公里，海拔高度1,648米，2011年人口526，約五成半人口使用羅曼什語，人口密度每平方公里12人。